# The Market for Lemons: Quality Uncertainty and the Market Mechanism
The Market for Lemons: Quality Uncertainty and the Market Mechanism é um artigo do economista estadunidense George Akerlof, publicado em 1970, e desde então amplamente citado, que examina como a qualidade dos bens negociados em um mercado pode se degradar na presença da chamada "assimetria de informações" entre compradores e vendedores, deixando apenas "limões" para trás (Na gíria americana, um limão é um carro que apresenta defeito após a compra).
A teoria proposta por Akerlof no artigo demonstra como os preços podem determinar a qualidade dos bens comercializados no mercado. Os preços baixos afastam os vendedores de produtos de alta qualidade, deixando apenas limões para trás. Em 2001, Akerlof, juntamente com Michael Spence e Joseph Stiglitz, receberam conjuntamente o Prêmio Nobel de Ciências Econômicas, por suas pesquisas sobre questões relacionadas à informação assimétrica.
A recepção inicial do artigo foi pouco entusiasmada. Tanto a American Economic Review quanto a Review of Economic Studies rejeitaram o artigo por "trivialidade", enquanto os revisores do Journal of Political Economy o rejeitaram como incorreto, argumentando que, se este artigo estivesse correto, nenhuma mercadoria poderia ser comercializada. Acabou sendo aceito pelo Quarterly Journal of Economics. Hoje, o artigo é um dos artigos mais citados na teoria econômica moderna, com mais de 53.000 citações em trabalhos de pesquisa segundo o Google Scholar, e o jornal econômico mais baixado de todos os tempos no RePEC (mais de 39.275 citações em artigos acadêmicos em fevereiro de 2022). Influenciou profundamente praticamente todos os campos da economia, desde a organização industrial e as finanças públicas até a macroeconomia e a teoria dos contratos.

## A Teoria de Akerlof
O artigo de Akerlof usa o mercado para carros usados como um exemplo do problema da incerteza da qualidade. Um carro usado é aquele em que a propriedade é transferida de uma pessoa para outra, após um período de uso por seu primeiro proprietário e seu inevitável desgaste. Existem carros usados bons ("pêssegos") e carros usados defeituosos ("limões"), normalmente como consequência de várias variáveis nem sempre rastreáveis, como o estilo de condução do proprietário, qualidade e frequência de manutenção e histórico de acidentes. Como muitas peças mecânicas importantes e outros elementos estão ocultos e não são facilmente acessíveis para inspeção, o comprador de um carro não sabe de antemão se é um pêssego ou um limão. Assim, o melhor palpite do comprador para um determinado carro é que o carro é de qualidade média; consequentemente, o comprador estará disposto a pagar o preço de um carro de qualidade média conhecida.
Portanto, os proprietários de carros bons não colocarão seus carros no mercado de carros usados. A retirada de carros bons reduz a qualidade média dos carros no mercado, fazendo com que os compradores revisem para baixo suas expectativas para um determinado carro. Isso, por sua vez, motiva os proprietários de carros moderadamente bons a não venderem, e assim por diante. O resultado é que um mercado em que há informação assimétrica em relação à qualidade apresenta características semelhantes às descritas pela Lei de Gresham: o ruim expulsa o bom. (Embora o princípio de Gresham se aplique mais especificamente às taxas de câmbio, analogias modificadas podem ser feitas.)

## Ver Também
- Confusopólio